# John Boyd (escritor)
John Boyd fue el pseudónimo principal de Boyd Bradfield Upchurch (Atlanta (Georgia). 3 de octubre de 1919-8 de junio de 2013), un escritor estadounidense de cienca ficción. Su trabajo más conocido fue su primera novela, La última astronave de la Tierra (The Last Starship from Earth), publicado en 1968. Boyd escribió once novelas de ciencia ficción, cinco novelas de otros estilos y una biografía.
Boyd escribió sobre ciencia ficción, dando una definición del género como "narración de historias, generalmente imaginativa a diferencia de la ficción realista, que plantea los efectos de los descubrimientos científicos actuales o extrapolados, o un solo descubrimiento, en el comportamiento de los individuos [o] la sociedad".

## Novelas de ciencia ficción
- 'La última astronave de la Tierra (The Last Starship from Earth) (1968)
- Los polinizadores del Edén (The Pollinators of Eden) (1969)
- The Rakehells of Heaven (1969)
- Sex and the High Command (1970)
- The Organ Bank Farm (1970)
- The Doomsday Gene (1972)
- Mercader de inteligencia (The I. Q. Merchant) (1972)
- The Gorgon Festival (1972)
- Andromeda Gun (1974)
- Barnard's Planet (1975)
- The Girl with the Jade Green Eyes (1978)

## Otras novelas
- The Slave Stealer (como Boyd Upchurch) (1968)
- Scarborough Hall (1976)

## Cuentos cortos
- "The Girl and the Dolphin" (1973)

## Libros de no ficción
- Behind Every Bush: Treason or Patriotism? (1979)
- "What It Means To Write Science Fiction" (en Science Fiction: The Academic Awakening (ed. Willis E. McNelly) (College English Association, 1974)